# 5-Decen
5-Decen ist eine chemische Verbindung aus der Gruppe der Decene, die in zwei isomeren Formen vorkommt.

## Gewinnung und Darstellung
trans-5-Decen kann durch Reaktion von 5-Decin mit Lithium in Ammoniak gewonnen werden. Durch Reaktion von 5-Decin mit Wasserstoff und einem Lindlar-Katalysator kann cis-5-Decen dargestellt werden. Durch zusätzliche Reaktionsschritte (Reaktion mit Brom, Dichlormethan und Natriumamid zu 5-Decin) ist auf diese Art und Weise eine Umwandlung der cis- in die trans-Form und umgekehrt möglich. Durch spezielle Katalysatoren ist auch Darstellung von cis-5-Decen mit hoher Reinheit durch Metathese von 1-Hexin möglich.

## Eigenschaften
5-Decen ist ein farblose Flüssigkeit, die praktisch unlöslich in Wasser ist. Bei seiner Pyrolyse entstehen neben Propen, Ethen, 1-Buten und 1-Hepten zahlreiche weitere organische Verbindungen.

## Verwendung
trans-5-Decen kann verwendet werden, um die Wirkung der Cyclisierung und die Stabilität der bei der Ozonolyse gebildeten Criegee-Zwischenprodukte zu charakterisieren.